# بوبي هوغ
بوبي هوغ (بالإنجليزية: Bobby Hogg)‏ (10 مايو 1914 - 1975) هو مدرب كرة قدم ولاعب كرة قدم بريطاني (وحمل سابقاً جنسية المملكة المتحدة لبريطانيا العظمى وأيرلندا) في مركز الظهير. لعب مع نادي سلتيك ونادي ألوا أثليتيك.